# Gjerrild (plaats)
Gjerrild is een plaats in de Deense regio Midden-Jutland, gemeente Norddjurs, en telt 500 inwoners (2007).